# Lindesbergs station
Lindesbergs station är en buss- och järnvägsstation i Lindesberg. Stationen ligger på Järnvägsgatan, i närheten av Flugparken, i centrala Lindesberg. Det finns två spår som dagligen trafikeras av Tåg i Bergslagen. Det finns även ett kortare sidospår för t.ex. arbetsfordon.

## Historik
I november 1871 började järnvägstrafiken för Svenska Centralbanan mellan Frövi station och Lindesberg och den 1 december 1872 öppnades banan för gods- och persontrafik till Nya Kopparberg. Till en början hade Lindesberg ett stationshus i trä som byggdes 1875. Då kallades stationen "Linde". Namnet byttes den 1 oktober 1910 till "Lindesberg". Stationshuset gjorde sedan tjänst till 1937 och ersattes 1938 av nuvarande funkisbyggnad i sten och puts. Under 2016 ombyggs stationshuset vilket förändrar karaktären av funkisbyggnad. Under spårområdet leder en gångtunnel vars ingångar och trappor skyddas av två vackra, äldre träbyggnader som renoverades år 2008. I juni 2008 förvärvades stationshuset av Lindesbergs kommun.

## Galleri
Historiska bilder

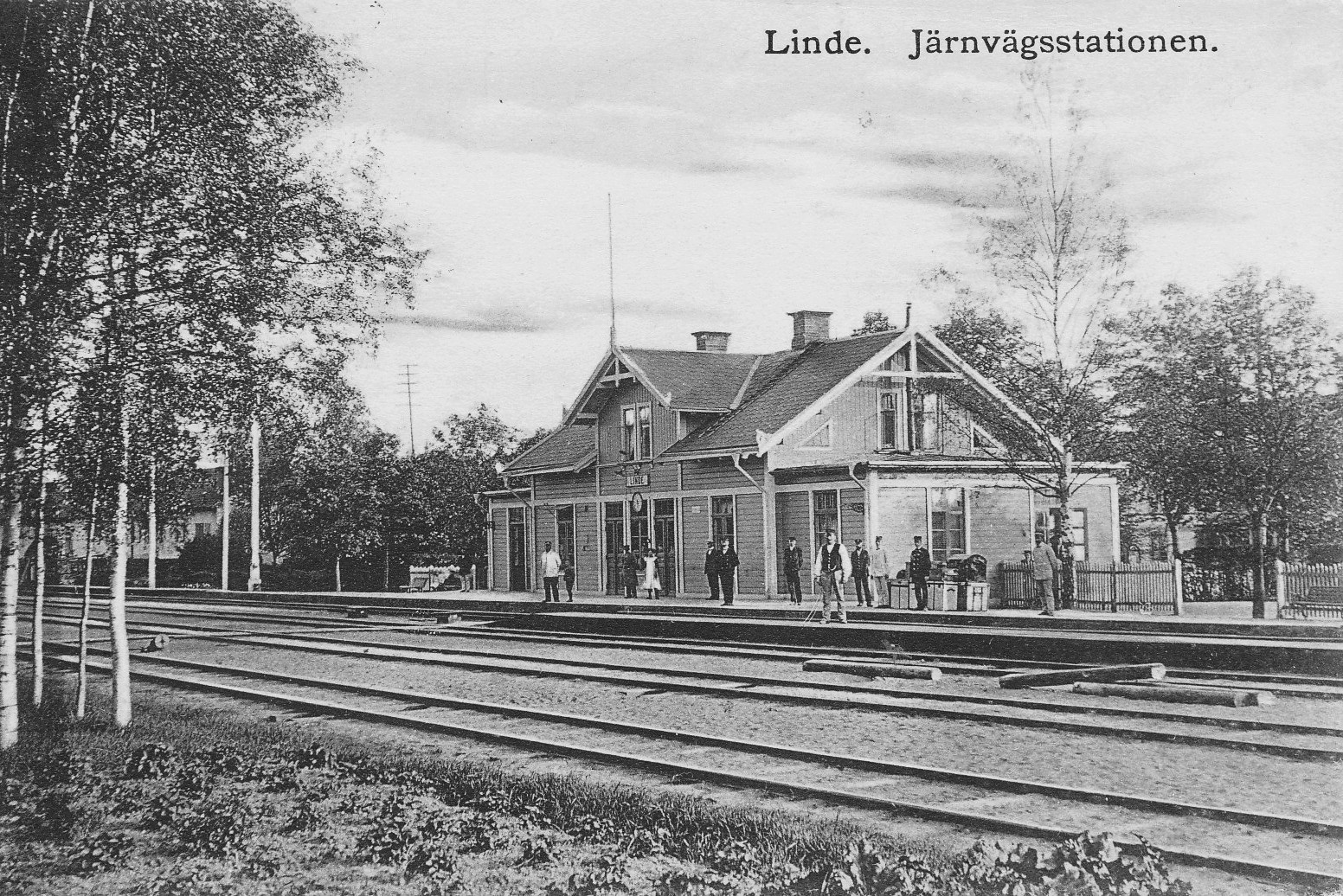
Lindesbergs gamla stationshus "Linde" 1890-tal
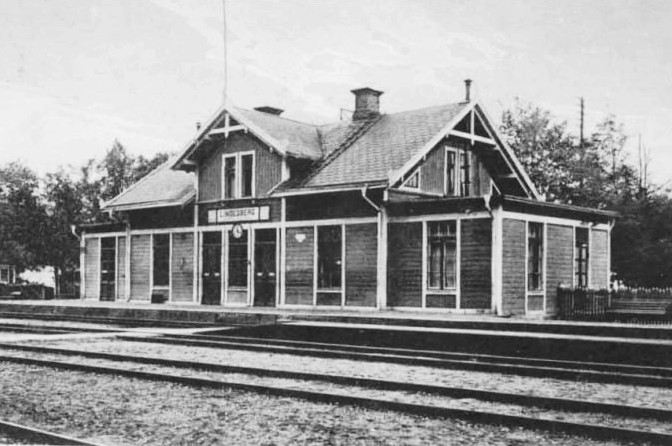
Lindesbergs gamla stationshus ca 1900
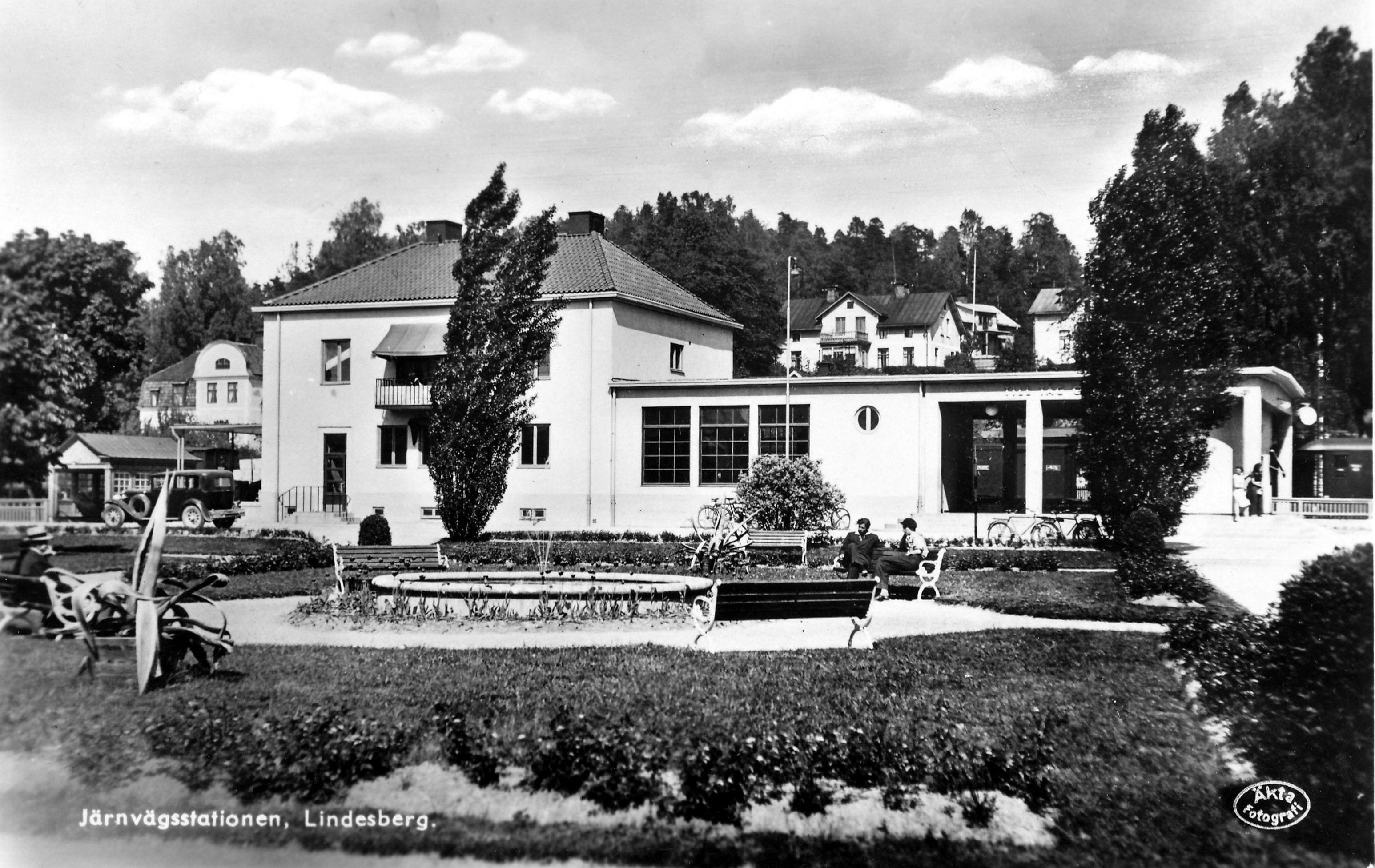
Dåvarande Järnvägsparken med Lindesbergs station ca år 1940
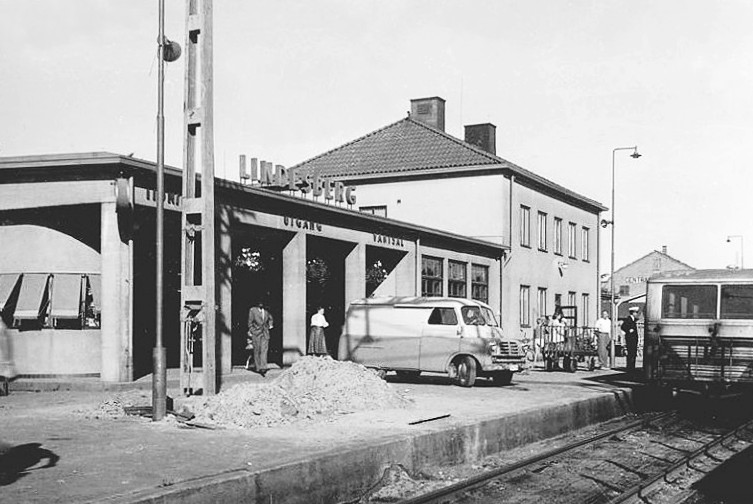
Lindesbergs stationsbyggnad 1955

Nutida bilder

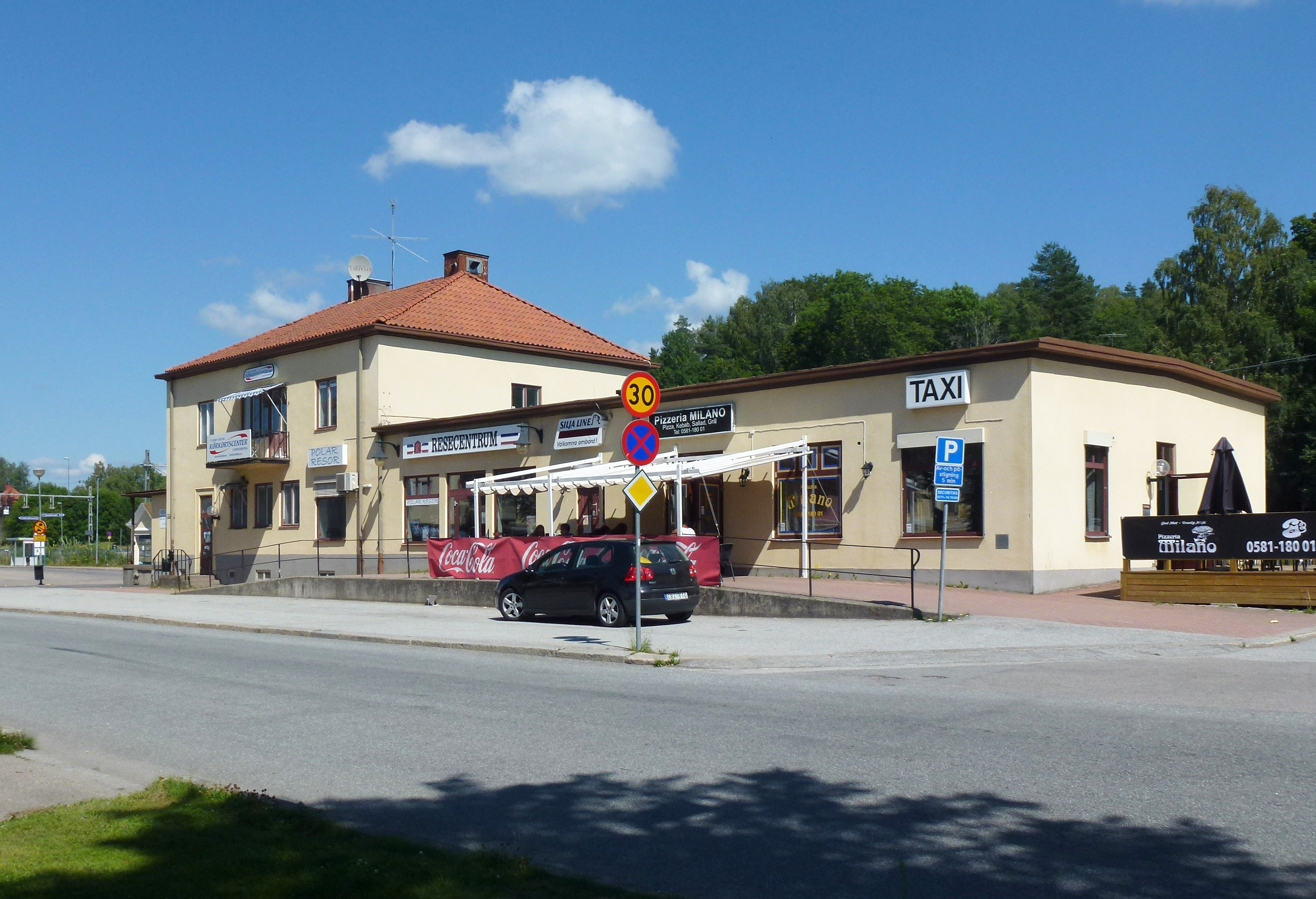
Lindesbergs stationshus 2014
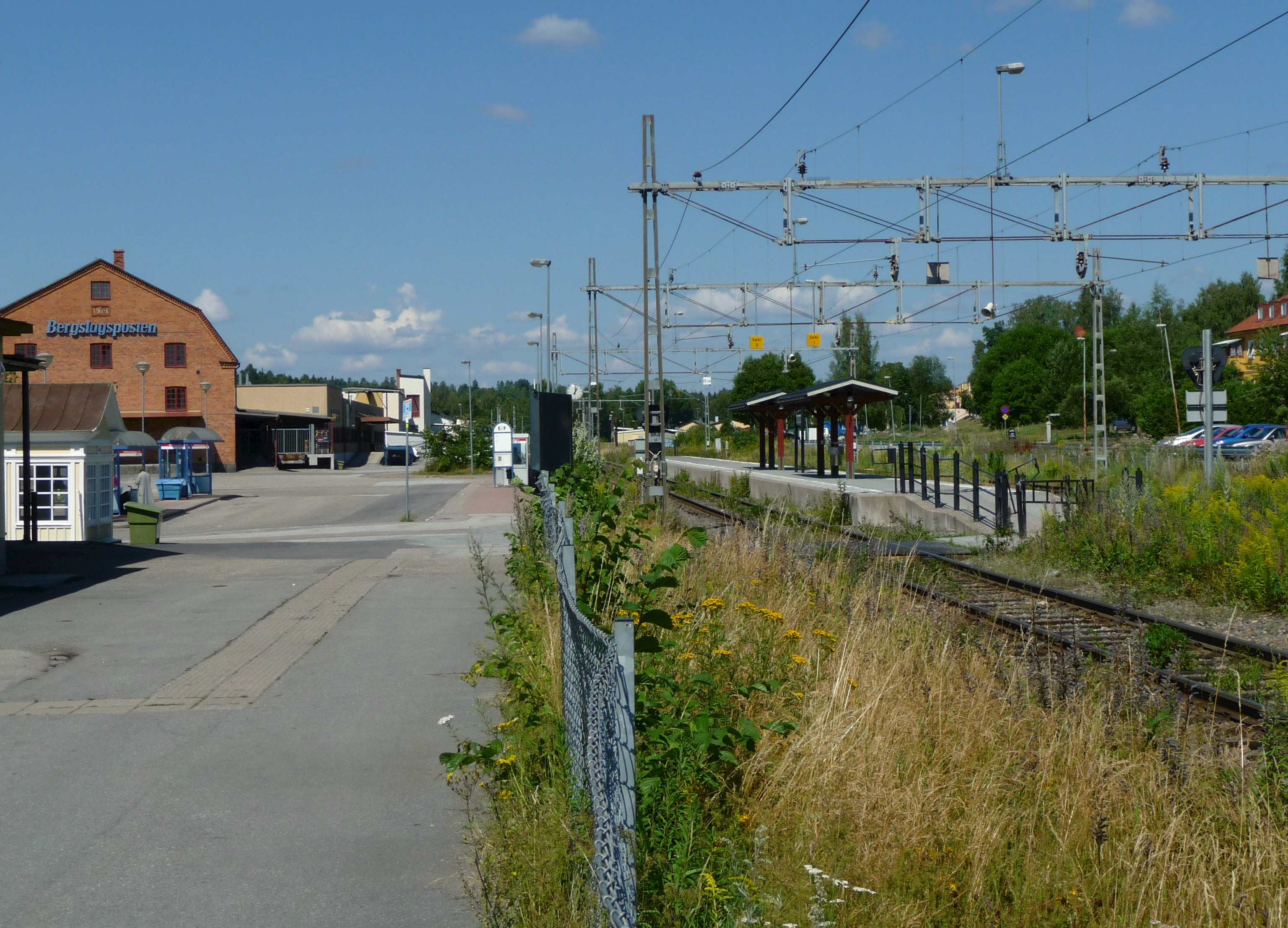
Spårområdet
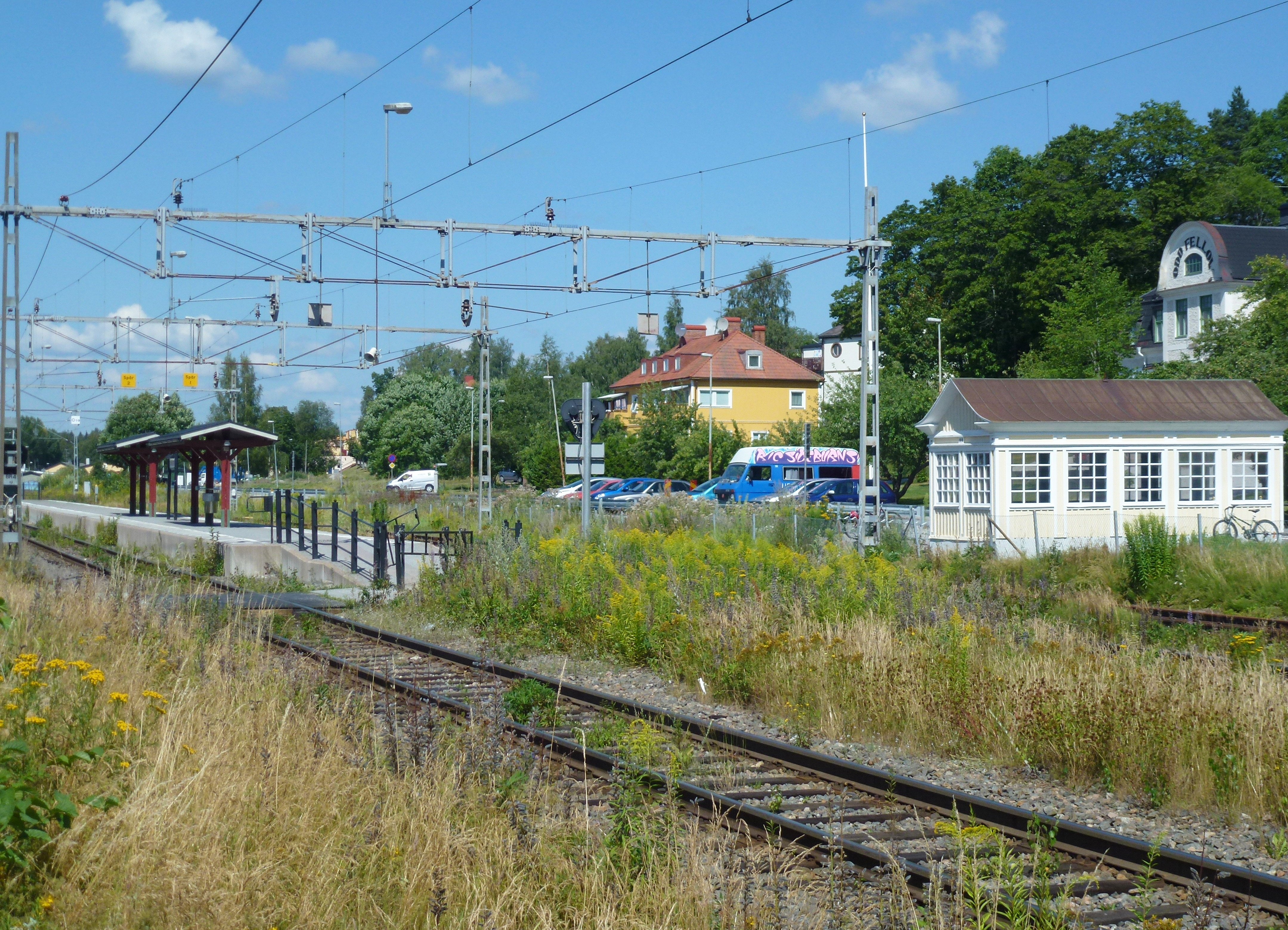
Spårområdet
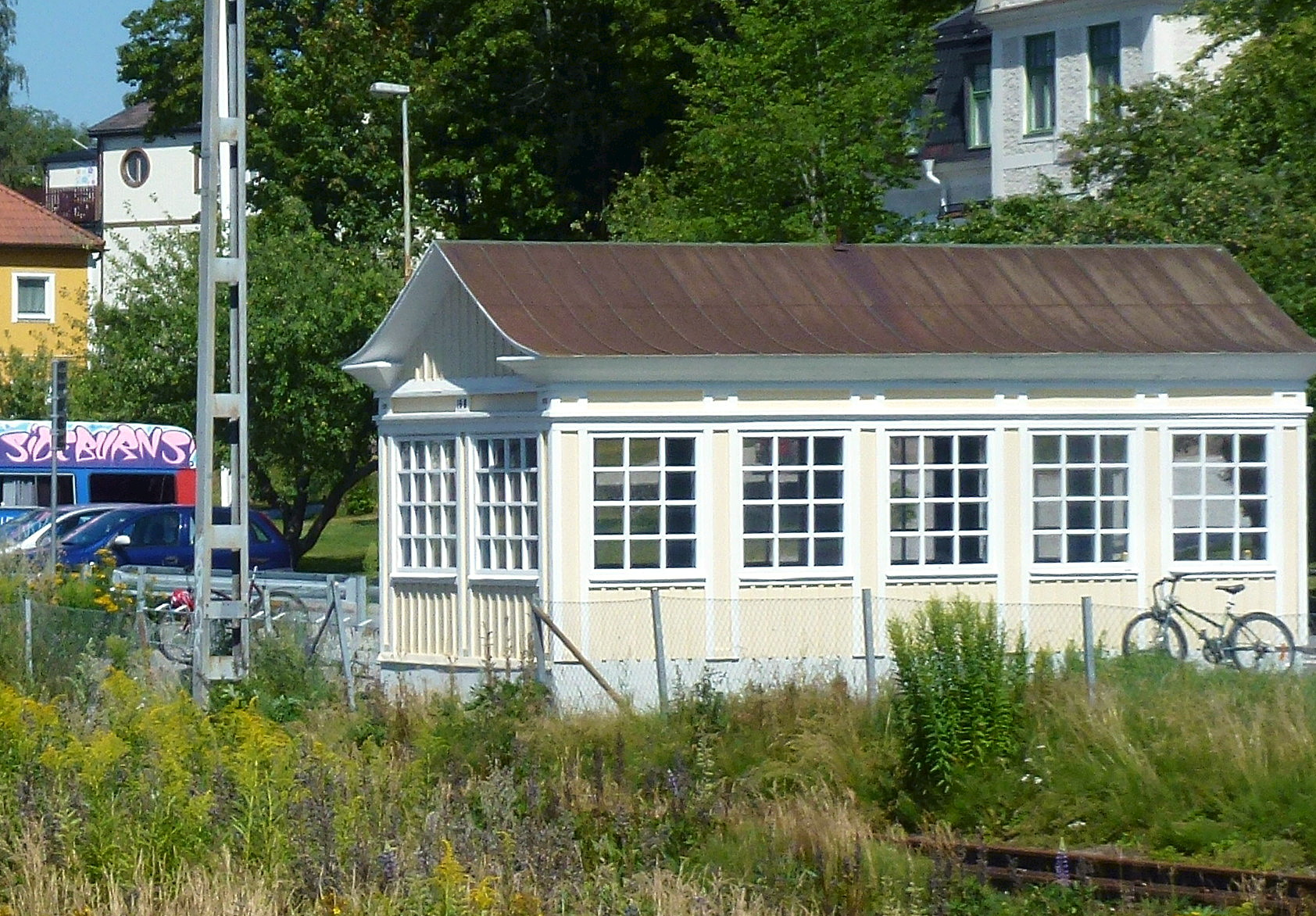
Byggnaden för gångtunneln